# 瓦勒斯多夫
瓦勒斯多夫是德国巴伐利亚州的一个市镇。总面积71.17平方公里，总人口6704人，其中男性3411人，女性3293人（2011年12月31日），人口密度94人/平方公里。